# Rivulus kayapo
Rivulus kayapo är en fiskart som beskrevs av Costa 2006. Rivulus kayapo ingår i släktet Rivulus och familjen Rivulidae. Inga underarter finns listade i Catalogue of Life.